# Sportclub Rheindorf Altach 2011-2012

## Organico odierno

### Rosa
Aggiornata al 28 maggio 2012.
| N. |                                 | Ruolo | Calciatore              |
| -- | ------------------------------- | ----- | ----------------------- |
| 1  | Austria (bandiera)              | P     | Martin Kobras           |
| 2  | Austria (bandiera)              | D     | Lukas Jäger             |
| 3  | Austria (bandiera)              | D     | Hannes Eder             |
| 4  | Austria (bandiera)              | P     | Sebastian Brandner      |
| 5  | Austria (bandiera)              | C     | Philipp Netzer          |
| 6  | Rep. Ceca (bandiera)            | C     | Petr Voříšek            |
| 7  | Austria (bandiera)              | C     | Andreas Lienhart        |
| 8  | Austria (bandiera)              | C     | Matthias Hopfer         |
| 9  | Spagna (bandiera)               | A     | Tomi Correa             |
| 10 | Bosnia ed Erzegovina (bandiera) | A     | Mirnel Sadović          |
| 11 | Austria (bandiera)              | C     | Patrick Scherrer        |
| 12 | Stati Uniti (bandiera)          | C     | Moses Seth              |
| 13 | Austria (bandiera)              | D     | Christoph Schösswendter |

| N. |                     | Ruolo | Calciatore         |
| -- | ------------------- | ----- | ------------------ |
| 15 | Turchia (bandiera)  | A     | Rahman Soyudogru   |
| 16 | Austria (bandiera)  | C     | Thorsten Schick    |
| 17 | Austria (bandiera)  | C     | Alexander Guem     |
| 18 | Svizzera (bandiera) | A     | Orhan Ademi        |
| 19 | Austria (bandiera)  | C     | Eric Zachhuber     |
| 20 | Austria (bandiera)  | C     | Philipp Hörmann    |
| 21 | Austria (bandiera)  | C     | Christoph Domig    |
| 22 | Austria (bandiera)  | D     | Harun Erbek        |
| 24 | Austria (bandiera)  | A     | Patrick Seeger     |
| 25 | Austria (bandiera)  | P     | Kevin Fend         |
| 26 | Austria (bandiera)  | C     | Daniel Schöpf      |
| 31 | Austria (bandiera)  | A     | Matthias Sereining |

### Staff tecnico
| Allenatore:              | Rainer Scharinger    |
| Allenatore in seconda:   | Oliver Schnellrieder |
| Allenatore dei portieri: | Hanno Trotter        |
| Massaggiatore:           | Matthias Steininger  |